# Piedra del Sol

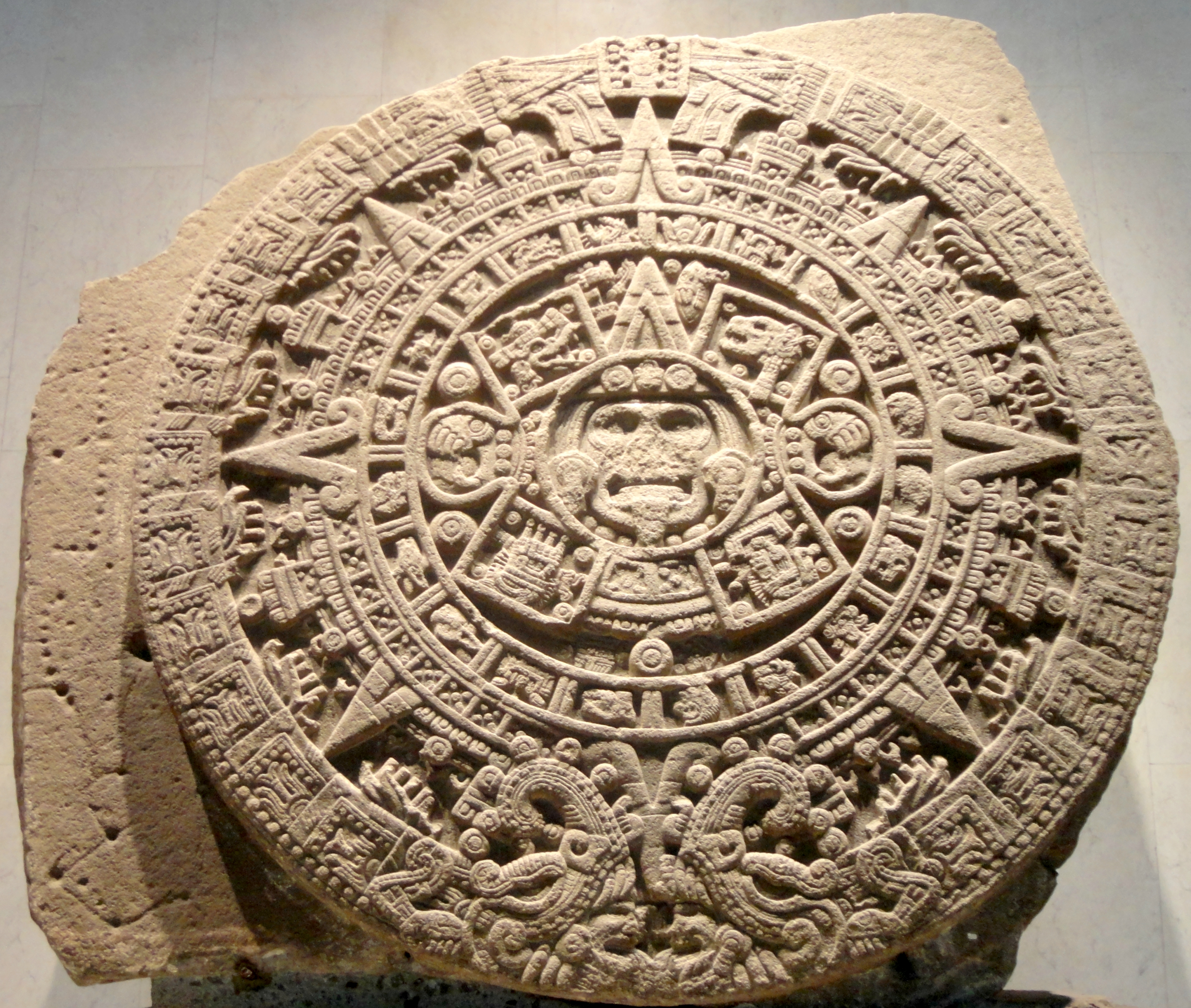
La Piedra del Sol

La Piedra del Sol ("Pietra del sole"), è un monolite azteco conservato al Museo nazionale di antropologia di Città del Messico. Detta anche "pietra di Tenochtitlan", ha forma circolare, misura circa 3,60 metri di diametro e pesa 25 tonnellate. Fu ritrovata il 17 dicembre 1790 presso il lato sud nella piazza principale di Città del Messico (Zocalo), vicino al Palazzo Nazionale. Precedentemente, il 13 luglio dello stesso anno, era stata portato alla luce un altro monolito, la Coatlicue Maxima, dedicata alla divinità della Terra. Il 27 giugno 1964 la Piedra del Sol è stata trasferita definitivamente nella Sala Mexica del Museo Nazionale di antropologia.

## Caratteristiche
Scolpito in un blocco di basalto olivino, il monolito secondo la cronaca scritta da Hernando Alvarado Tezozomoc, proviene dalla Sierra di Cuyuacan ed è stato trasportato da migliaia di indios a turno con l'utilizzo di grosse funi, carrelli e chiatte per farlo scivolare sia sul terreno che sull'acqua. Gli Aztechi infatti non conoscevano l'uso della ruota.
La Piedra del Sol fu scolpita utilizzando esclusivamente attrezzi di selce molto affilati da un artista chiamato Técpatl durante il regno di Axayacatl (1469-1481).
In origine era probabilmente dipinta, con colori fortemente simbolici tratti da elementi naturali, soprattutto il giallo ocra ed il rosso, simbolo del sangue. Alcune parti però rimasero grezze per consentire alle componenti cristalline della pietra stessa di brillare sotto i raggi del sole, in sintonia con il volto centrale del dio.

## Collocazione

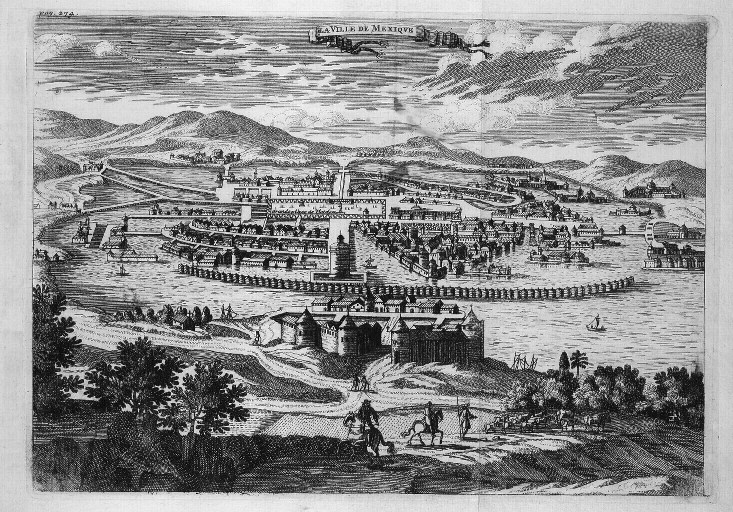
La Plaza Mayor in un'illustrazione di Jan Karel Donatus Van Beecq (1638-1722)

È opinione comune tra gli storici che si trattasse di un calendario, ma non è certo il luogo esatto in cui fu collocata. È molto probabile, vista la sua funzione, che si trovasse nella Plaza Mayor di Tenochtitlán, posta sul tempio doppio, il principale, dedicato a due divinità: Tlaloc, dio della pioggia e Huitzilopochtli, dio della guerra e personificazione del Sole.
Gli studiosi hanno anche discusso se la sua posizione fosse orizzontale o verticale e propendono per la prima ipotesi.
Da essa venivano fatti dipendere il destino dei singoli e della comunità, i sacrifici umani e le fasi della vita quotidiana.

## Composizione

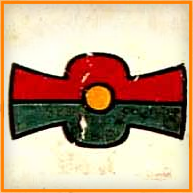
Ollin cioè il movimento

La Piedra del Sol è costituita da una serie di cerchi concentrici che rappresentano vari elementi della cosmologia e della teologia azteca.

### Il centro (Ollin Tonatiuh)

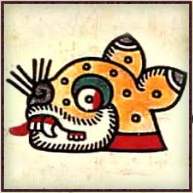
L'Ocelot cioè il giaguaro

Al centro è scolpita la testa di una divinità che gli studiosi ritengono essere il Quinto Sole, Tonatiuh: circondata da una doppia linea, la figura presenta capelli ben pettinati e la bocca aperta per mettere in evidenza il coltello sacrificale di ossidiana, usato per i sacrifici. Il collo e le orecchie sono ornati rispettivamente da una collana di perle di giada, 3 rotonde e 4 oblunghe, e da orecchini di giada. È il simbolo della vitalità del movimento immobile.

### Il primo cerchio (Ollin omovimento)
Vi sono rappresentati i 4 soli generatori del mondo, periodi in cui il genere umano si estinse tragicamente. Leggendo da destra a sinistra abbiamo nella parte superiore il giaguaro (nahui ocelot) o Primo Sole, il vento (nahui ehecatl) o Secondo Sole; nella parte inferiore la pioggia di fuoco (nahui quiàhuitl) o Terzo Sole e l'acqua (nahui atl) o Quarto Sole. Il Quinto Sole è la figura centrale di Tonatiuh. Ai lati di queste figure si vedono artigli d'aquila che trattengono un cuore. Appaiono qui i bracci della croce nota come quincunce.

### I 20 giorni

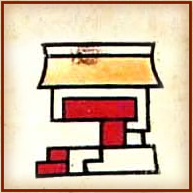
Calli cioè la casa

Il calendario e le relative conoscenze furono trasmesse agli uomini dal dio Quetzalcoatl, il dio serpente piumato, insieme all'agricoltura, alla tecnica, alle scienze. Sono due i sistemi calendarici che scandiscono il tempo presso gli Aztechi: il calendario divinatorio o tonalpohualli e il calendario solare, civile ed agricolo o xiuhpohualli.
Secondo quest'ultimo un anno aveva 18 mesi di 20 giorni ciascuno, più 5 giorni chiamati memotemi, vale a dire giorni del nulla. Il totale dei giorni era 365 (366 nell'anno bisestile). La perfetta coincidenza tra i due calendari si verificava ogni 52 anni.
Ogni giorno corrispondeva ad una divinità: partendo dall'alto e leggendoli in senso antiorario abbiamo: coccodrillo (cipactli), vento (ehécatl), casa (calli), lucertola (cuetzpallin), serpente (còatl), morte (miquiztli), cervo (màzatl), coniglio (tochtli), acqua (atl), cane (itzcuintli), scimmia (ozomatli), erba divina (malinalli), canna (àcatl), giaguaro (océlotl), aquila (cuauhtl), avvoltoio (cozcacuauhtli), movimento (ollin), coltello di selce (técpatl), pioggia (quiahuitl), fiore (xochitl).

### Terzo e quarto cerchio
Compaiono qui 4 grandi raggi solari a forma di angolo sovrapposti ad una fascia in cui sono presenti molti elementi che simbolizzano l'universo, il calore del sole, gocce di sangue, piume di aquila e spine, che a volte venivano usate nei sacrifici per procurarsi lesioni ed offrire così il proprio sangue.

### Quinto cerchio ( i due Xiuhcoatl oSerpenti di Fuoco)
Due enormi serpenti circondano e delimitano il disco solare; dalle loro fauci aperte emergono i volti di due divinità con aspetto umano, che corrispondono alle armi di Huitzilopochtli, dio del Sole e della Guerra: a destra Xiuhtecutili, dio del fuoco, e Tonatiuh, dio del Sole a sinistra, rispettivamente cielo notturno e cielo diurno. Le loro spire sono costituite da elementi simili a fiamme inserite in riquadri. L'alto, nel punto in cui le spire si incontrano, è inserita una data: matlactli omey acatl, tredici canna, che è quella in cui si terminò questa grande opera scultorea e che corrisponde all'anno 1479 del calendario gregoriano; il 13 canna è anche la data di nascita del quinto Sole, sotto il regno di Axayacatl. Il bordo esterno è decorato con una miriade di punti, che rappresentano le stelle.

## Funzione e significato della Piedra del Sol
È un monumento dal significato molto complesso e fortemente simbolico che ruota attorno alla figura del Sole, come centro del monolito e centro dell'Universo, mediatore tra gli uomini e il cielo. Da qui si diparte l'energia che si diffonde sulla Terra e che viene messa in relazione con tutti gli altri pianeti, soprattutto Venere. La Piedra del Sol è quindi:
1. un calendario solare che definisce i ritmi stagionali e la vita quotidiana;
2. un compendio della cosmologia e cosmogonia del popolo azteco;
3. la somma di complicate osservazioni astronomiche;
4. la sintesi delle credenze, delle conoscenze più profonde e degli usi del popolo azteco, una perfetta unione di arte, religione e scienza;
5. una pietra sacrificale: i sacrifici umani non erano una semplice offerta, ma il sistema per nutrire il Sole, che solo mediante il sangue umano poteva rinascere ogni giorno;
6. la manifestazione di una vera e propria filosofia degli opposti: vita e morte, giorno e notte, interno ed esterno, movimento e stasi, dinamismo e conservazione;
7. infine una vera e propria esaltazione della guerra come elemento creatore ed innovatore; non si deve intendere solo la guerra tra uomini, ma anche i conflitti delle divinità che sono sempre sul punto di rompere l'equilibrio dell'ordine universale. A questo si può rimediare attribuendo a ogni divinità il proprio posto e la propria funzione e collocandola appunto nel calendario.

Le conoscenze legate ai calendari, ai misteri del cielo e la capacità di interpretare il destino degli uomini e dell'intero universo erano riservate ai sacerdoti e trasmesse attraverso l'insegnamento della scuola sacra o calmecac, che poteva essere frequentata solo dai membri di alcuni clan che, soli, potevano fornire i capi e i grandi sacerdoti.